# St. Francis (Minnesota)
St. Francis is een plaats (city) in de Amerikaanse staat Minnesota, en valt bestuurlijk gezien onder Anoka County.

## Demografie
Bij de volkstelling in 2000 werd het aantal inwoners vastgesteld op 4910.

## Geografie
Volgens het United States Census Bureau beslaat de plaats een oppervlakte van
61,5 km², waarvan 60,4 km² land en 1,1 km² water.

## Plaatsen in de nabije omgeving
De onderstaande figuur toont nabijgelegen plaatsen in een straal van 16 km rond St. Francis.